# Порфіростри
Порфіростри (рос. порфиростры, англ. porphyrostres, нім. Porphyrostre m pl) — великі зерна кварцу або польового шпату в ґнейсах, природа яких не з'ясована. Вони є метабластами, порфіробластами або реліктовими зернами первісних уламкових порід.